# دانیل پالادینو
دانیل پالادینو (انگلیسی: Daniel Palladino) فیلم‌نامه‌نویس، تهیه‌کننده تلویزیونی و شورانر اهل ایالات متحده آمریکا است.
از فیلم‌ها یا مجموعه‌های تلویزیونی که وی در آن‌ها نقش داشته است، می‌توان به خانم میزل شگفت‌انگیز، دختران گیلمور، روزان و فمیلی گای اشاره نمود.